# Psychonauts
Psychonauts er et platformscomputerspil, der er skabt af Tim Schafer og udviklet af Double Fine Productions. Det findes til Xbox, Microsoft Windows og PlayStation 2 og udkom i 2005.
Spillet handler om drengen Raz, der har ekstraordinære psykiske evner. Han sniger sig væk fra det cirkus, han optræder i, for at komme ind på en sommerlejr for andre med samme evner som han. Her kan han blive "psychonaut", en slags psykisk soldat. I lejren opdager han, at et ondt komplot er ved at blive sat i værk, og spillet handler nu om, hvordan han søger at hindre dette. 
Psychonauts fik fine anmeldelser, men solgte ikke specielt godt, omkring 400.000 eksemplarer i juni 2007. 